# Батлер, Генри
Генри Батлер (англ. Henry Butler; 21 сентября 1948, Новый Орлеан, Луизиана, США — 2 июля 2018, Нью-Йорк, США — американский блюзовый и джазовый пианист, певец, композитор. Номинант Blues Music Awards в номинациях «Альбом акустического блюза» (1999, 2001), «Блюзовый пианист/Премия Пайнтопа Перкинса» (2001—2011), «Альбом года» (2001).

## Биография
Генри Батлер родился в Новом Орлеане в 1948 году. Ослеп в младенчестве ввиду глаукомы. К семи годам он присоединился к хоровому клубу в школе для слепых в Луизиане, где с восьми лет сначала учился играть на тромбоне, баритон-горне и барабанах, а затем стал осваивать фортепиано. К 14 годам он уже играл R&B, выступая как профессиональный музыкант, а в старшей школе продолжил изучать вокал. После школы в 1967 году поступил в Южный университет в Новом Орлеане, где также специализировался на вокале. Там его наставником стал джазовый кларнетист Элвин Батист, который придал творчеству Батлера джазовое звучание в духе Арта Тейтума, Бада Пауэлла, Чарли Паркера и Джона Колтрейна, добавившееся к новоорлеанскому R&B от Эдди Бо, Томми Риджли, Джеймса Букера и профессора Лонгхейра. Кроме того, Батист познакомил его с бразильской, панамской, африканской музыкой и музыкой балканских стран. Окончив университет, Батлер погрузился в выступления в Новом Орлеане, играя собственную смесь джаза и R&B. Вскоре он продолжил обучение в Мичиганском государственном университете, получив там в 1974 году степень магистра и тоже по классу вокала (в 2009 году Батлер получил премию выдающегося выпускника университета). Вернувшись в Новый Орлеан, Батлер начал выступать со всеми важными джазовыми и R&B-музыкантами города, включая Чарли Хейдена и Элвина Батиста. Одновременно он начал преподавать в Центре креативных искусств Нового Орлеана.
В 1980 году Батлер переехал в Лос-Анджелес, где он выступал и работал консультантом по развитию талантов в Motown Records и некоммерческой организации Стиви Уандера. В 1986 году при участии Чарли Хейдена записал свой дебютный джазовый альбом Fivin' Around; затем второй альбом The Village, с которым «репутация Батлера как важной силы в мире джаза начала приносить ему толпы новых поклонников». В 1990 году Батлер переехал в Чарлстон, где по 1996 год преподавал в Университете Восточного Иллинойса, записав в это время ещё два альбома. Про альбом 1990 года Orleans Inspiration писали, что «Батлер изменил свой джаз, включив в него новоорлеанский фанк, R&B и блюз, расширяя знакомый материал, включая туда всё — от шубертовских гармоний до фри-джаза».
В 1998 году он выиграл премию «Best Of The Beat» от журнала Offbeat как лучший пианист Нового Орлеана и в том же году с участием Снукса Иглина и Марка Казаноффа записал блюзовый альбом Blues After Sunset, который в 1999 году номинировался на звание лучшего альбома акустического блюза Blues Music Awards. Следующий альбом vu-du Menz, записанный с участием Кори Харриса и выпущенный на Alligator Records, принёс номинации лучшего акустического альбома и альбома года, а сам Батлер впервые был номинирован на звание лучшего блюзового пианиста. С этого года и вплоть до 2011 года Батлер ежегодно номинировался на это звание, но ни разу его не получил. «Включая иногда серьёзные, иногда бесшабашные акустические дуэты этих двух исключительно одаренных артистов, vu-du Menz был радостным празднованием глубоких музыкальных стилей Юга… Песни на vu-du Menz варьировались от прямолинейного блюза („Song Of The Pipelayer“) до регтайма („ If You Let A Man Kick You Once…“), от новоорлеанского фанка („Voodoo Man“) до джаза („L’Espirit de James“) и госпела („Didn’t The Lord Deliver Daniel?“). Гибкая игра Харриса на гитаре и хриплый вокал идеально сочетались с бросающей вызов жанрам игрой Батлера на фортепиано и мощным, проникновенным голосом в каждой песне этого основанного на традициях, прогрессивного альбома».
В августе 2005 года ураган Катрина разрушил дом Батлера в районе Джентилли в Новом Орлеане. Его пианино Mason & Hamlin 1925 года выпуска было уничтожено потоком воды. После этого Батлер покинул Новый Орлеан и переехал в Боулдер, штат Колорадо, а затем в Денвер. В 2009 году Батлер переехал в Нью-Йорк. В Нью-Йорке он собрал группу в новоорлеанском стиле под названием Jambalaya; также сотрудничал с трубачом Стивом Бернстайном и его группой Hot 9.
Во время своей карьеры Батлер много выступал, включая выступление на первом фестивале джаза и наследия в Новом Орлеане в 1970 году и в дальнейшем почти на каждом их них. За месяц до смерти гастролировал в Австралии и Китае. Записывался на альбомах многих джазовых и блюзовых исполнителей, в числе которых Одетта Холмс, Элвин Бишоп, Тадж Махал, Ирма Томас.
Ещё с 1984 года Батлер занялся фотографией как хобби после посещения художественных выставок в Лос-Анджелесе, на которых просил друзей описывать то, что они видели. Его методы фотографии были представлены в документальном фильме HBO 2 Dark Light: The Art of Blind Photographers, который вышел в эфир в 2010 году. Фотографии Батлера демонстрировались в галереях в Нью-Йорке, Майами, Сан-Франциско, Лос-Анджелесе, Новом Орлеане, публиковались в журналах American Photographer и Spin Magazine.
Генри Батлер умер в хосписе 2 июля 2018 года от рака толстой кишки. Последний концерт Батлера состоялся 18 июня на благотворительном концерте Jazz for Justice в Нью-Йорке.
The New York Times: «Мистер Батлер владел синкопированной мощью и броским филигранным стилем буги-вуги и госпела, а также перекатывающейся полиритмией афро-карибской музыки. Он также мог демонстрировать элегантную утонченность классического фортепиано или диссонансы или атональные кластеры современного джаза».
Доктор Джон говорил про Батлера: «Гордость Нового Орлеана, мечтательный и простой человек и вдобавок адский пианист… Он играет на пианино как Арт Тейтум, но когда он начинает петь, то звучит как Поль Робсон».
Стив Бернстайн сказал: «Ни у кого не было такой левой руки, как у него. Ни у кого на планете. Она была очень сильной и быстрой, и он контролировал каждую её часть: тон, динамику, скорость».
Журнал Rolling Stone написал: «Батлер играет так, будто в каждой руке он изображает Профессора Лонгхейра и Маккоя Тайнера».
«Маккой Тайнер в левой руке, Профессор Лонгхейр в правой, лучший модернист, работающий в стиле страйд и блюз, которого вы когда-либо слышали».
«Батлер… сформировал свой собственный стиль. Он может играть блюз, регтайм, джаз, классику — как угодно».
«Генри имеет богатую подготовку и одинаково хорошо владеет джазом, блюзом и буги-вуги. Он также известен как фотограф, что ещё интереснее, учитывая, что он с раннего детства был слабовидящим».

## Дискография
- Fivin' Around (MCA, 1986)
- The Village (MCA, 1987)
- Orleans Inspiration (Windham Hill Records, 1990)
- Blues & More (Windham Hill, 1992)
- For All Seasons (Atlantic, 1996)
- Blues After Sunset (Black Top, 1998)
- Vu-Du Menz (Alligator, 2000)
- The Game Has Just Begun (Basin Street, 2002)
- Homeland (Basin Street, 2004)
- Pianola Live (Basin Street, 2008)
- Viper’s Drag (Impulse!, 2014)[8]